# 斯齊亞潘·普齊拉
斯齊亞潘·亞歷山德羅維奇·普齊拉（羅馬化：Stsiapan Alyaksandravich Putsila；1998年7月27日—），白俄羅斯記者、博主、電影導演和電視主持人，白俄反政府媒體Nexta的創始人。他創立的电报頻道NEXTA Live是世界上最大的俄語頻道之一。
普齊拉現於流亡狀態，現居波蘭。

## 備註
1. ↑  或按俄語名譯斯捷潘·亞歷山德羅維奇·普季羅（羅馬化：Stepan Aleksandrovich Putilo）